# Classificació tèrmica d'habitabilitat planetària
La classificació tèrmica d'habitabilitat planetària és un catàleg desenvolupat pel Laboratori d'Habitabilitat Planetària (en anglès, PHL o «Planetary Habitability Laboratory») de la Universitat de Puerto Rico en Arecibo. S'empra sobre els cossos planetaris amb possibilitats d'albergar vida, als quals s'ordena en funció de la seva temperatura superficial mitjana, estimada sobre la base de la distància respecte a la seva estrella (o semieix major) i a la lluminositat d'aquesta. És el mètode més simple per estudiar el potencial d'habitabilitat d'un cos planetari a costa de conèixer el seu massa, radi, composició atmosfèrica i temperatura real (procedent d'observacions directes).

## Classificació
| Classe      | Hipopsicroplanetes (hP)   | Psicroplanetes (P)                       | Mesoplanetes (M)                       | Termoplanetes (T)*                                       | Hipertermoplanetes (hT)*                         |
| Rang tèrmic | <-50 ºC                   | -50 ºC a 0 ºC                            | 0 ºC a 50 ºC                           | 50 ºC a 100 ºC                                           | >100 ºC                                          |
| Exemples    | - Kepler-186f - KOI-4427b | - Kepler-442b - Kepler-62f - Kepler-174d | - La Terra - Kepler-438b - Kepler-296i | - Kepler-395c (NH) - Gliese 682 b (NH) - Kepler-52d (NH) | - Venus (NH) - Kepler-49i (NH) - Kepler-55b (NH) |

*No hi ha troballes confirmades de (T) i (hT). Els exemples són exoplanetes «no habitables» (NH) amb temperatures pròpies d'aquesta classe de cossos planetaris.

### Hipopsicroplanetes (hP)

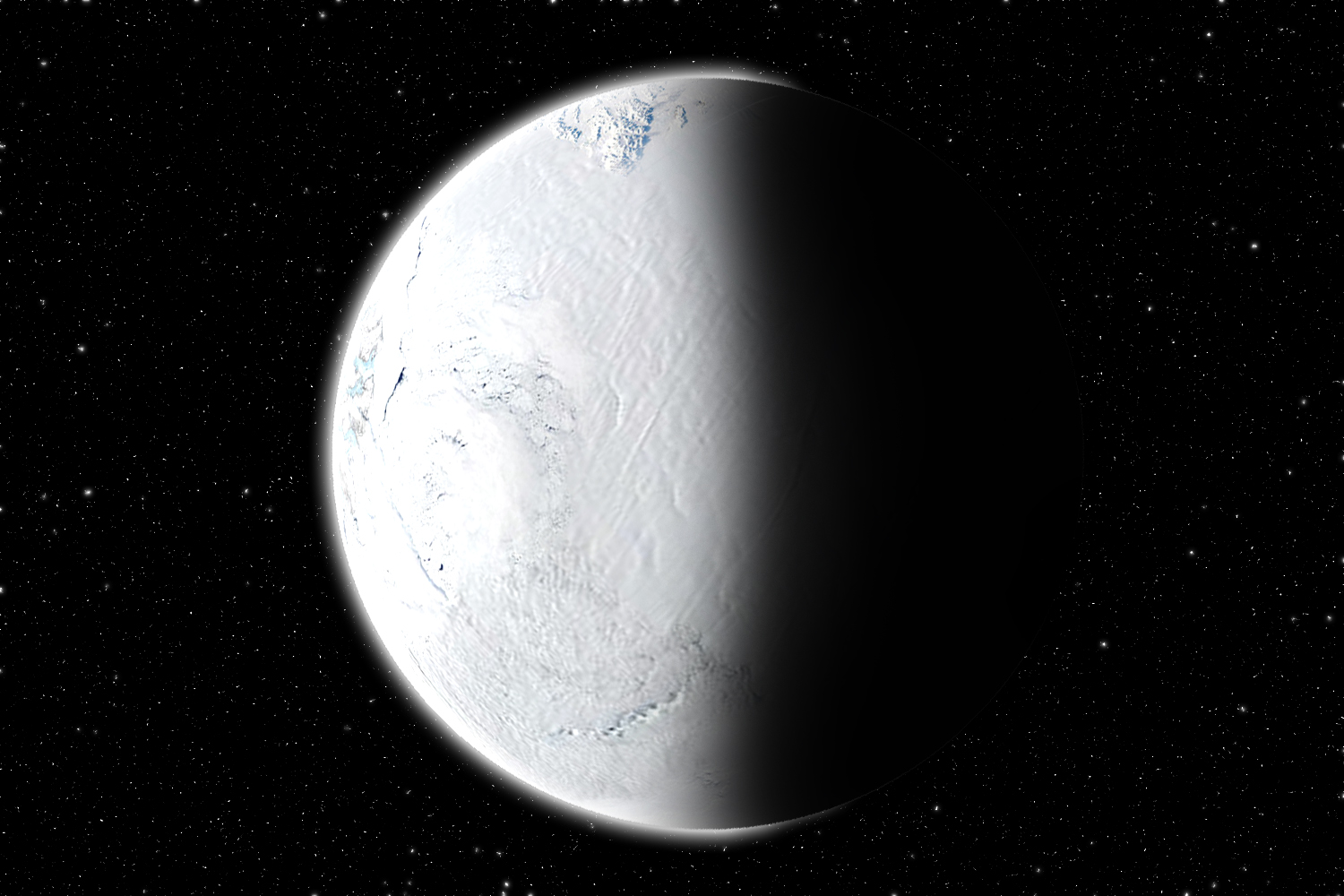
Impressió artística d'un hipopsicroplaneta.

Els hipopsicroplanetes compten amb temperatures mitjanes superficials inferiors als -50 °C. Tots els planetes del sistema solar més enllà de la Terra tenen temperatures pròpies d'aquest tipus, també comuns entre els exoplanetes descoberts fins avui a conseqüència de la seva amplitud (des del zero absolut fins als -50 °C). No obstant això, solament dos d'ells han estat catalogats com hipopsicroplanetes, a causa de l'hostilitat d'aquestes temperatures per a la vida tal com la coneixem.
Atès que l'Índex de Similitud amb la Terra (IST) prioritza la temperatura superficial sobre altres propietats presents en l'equació, aquest barem (que indica el grau de parentiu entre un planeta i la Terra en una escala de 0 a 1) sol registrar valors baixos pels hipopsicroplanetes. Un altre dels indicadors elaborats pel PHL, el HZD (de l'anglès «Habitable Zone Distance»), que mostra la distància d'un planeta respecte al centre de la zona habitable del sistema (en una escala de -1 a +1, on el 0 representa el centre de la zona d'habitabilitat, els valors negatius major proximitat a l'estrella i els positius major separació entre tots dos), presenta valors per sobre de 0,5 per tots els hipopsicroplanetes coneguts en comparació dels -0,5 de la Terra.
El potencial dels hipopsicroplanetes per albergar vida és molt baix, i es limita a la possibilitat d'existència de vida microbiana en oceans d'aigua líquida sota les capes de gel superficials.

### Psicroplanetes (P)

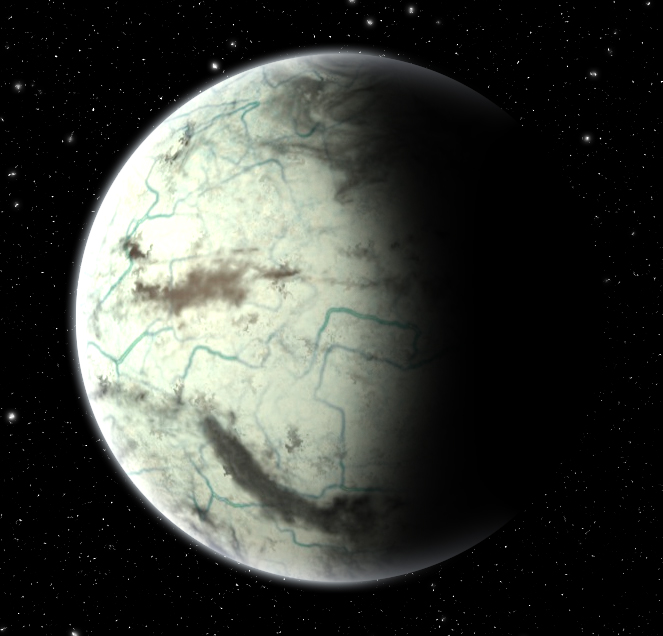
Impressió artística de Kapteyn b.

Els psicroplanetes tenen temperatures mitjanes superficials compreses entre els -50 °C i els 0 °C. Malgrat el seu rang limitat de temperatures, representen el tipus més apte per a la vida després dels mesoplanetes, raó per la qual és el segon tipus més comú entre els planetes confirmats per la NASA, amb 10 troballes fins avui. En el sistema solar no hi ha cap psicroplaneta, ja que la Terra és un mesoplaneta i Mart, el següent en distància respecte al Sol, seria un hipopsicroplaneta si es demostra l'existència d'algun tipus de vida.
Generalment, els psicroplanetes se situen a la zona d'habitabilitat dels seus sistemes, en regions situades entre el confín extern de la mateixa fins a més enllà del centre, endinsant-se a la zona interna (especialment, si orbiten a estrelles poc massives de tipus M o K-tardà). Kepler-442b, un psicroplaneta amb una temperatura mitjana superficial estimada en -2,65 °C (gairebé mesoplaneta), posseeix un HZD de -0,34.
Al costat dels mesoplanetes, representen el tipus tèrmic amb més probabilitats d'albergar algun tipus de vida. És possible que un gran nombre d'ells registrin temperatures superiors a les previstes, que puguin convertir-los en mesoplanetes (especialment si són cossos tel·lúrics lleugerament més massius que la Terra). El seu IST pot variar substancialment en funció de les característiques del planeta, podent aconseguir fins a un 84% com Kepler-442b.

### Mesoplanetes (M)
Els mesoplanetes posseeixen temperatures mitjanes superficials d'entre 0 °C i 50 °C. Atès que estan en el rang tèrmic més adequat per a la vida tal com la coneixem, representen el tipus més abundant al catàleg de planetes confirmats, amb 16 membres fins avui. En el sistema solar, l'únic mesoplaneta existent és la pròpia Terra.
Els mesoplanetes es troben a la zona habitable, amb valors per l'HZD compresos entre 0 i -0,5 en la majoria dels casos. És possible que certs trets no observables amb els mètodes de detecció actuals, converteixin a alguns psicroplanetes en mesoplanetes (especialment si són lleugerament més massius i com a conseqüència posseeixen una atmosfera més densa, o si símplemente tenen una major concentració de gasos amb efecte d'hivernacle).
Durant els últims anys s'ha estudidado en profunditat el potencial per a la vida dels mesoplanetes i les circumstàncies que podrien suposar unes condicions hostils encara que les dades disponibles suggereixin el contrari (ancoratge per marea, composició atmosfèrica, etc.). La majoria dels planetes potencialment habitables descoberts fins avui pertanyen a aquesta categoria i, quan la seva massa i radi indica que es tracta d'un cos tel·lúric, el seu IST sol superar el 80%.

### Termoplanetes (T)

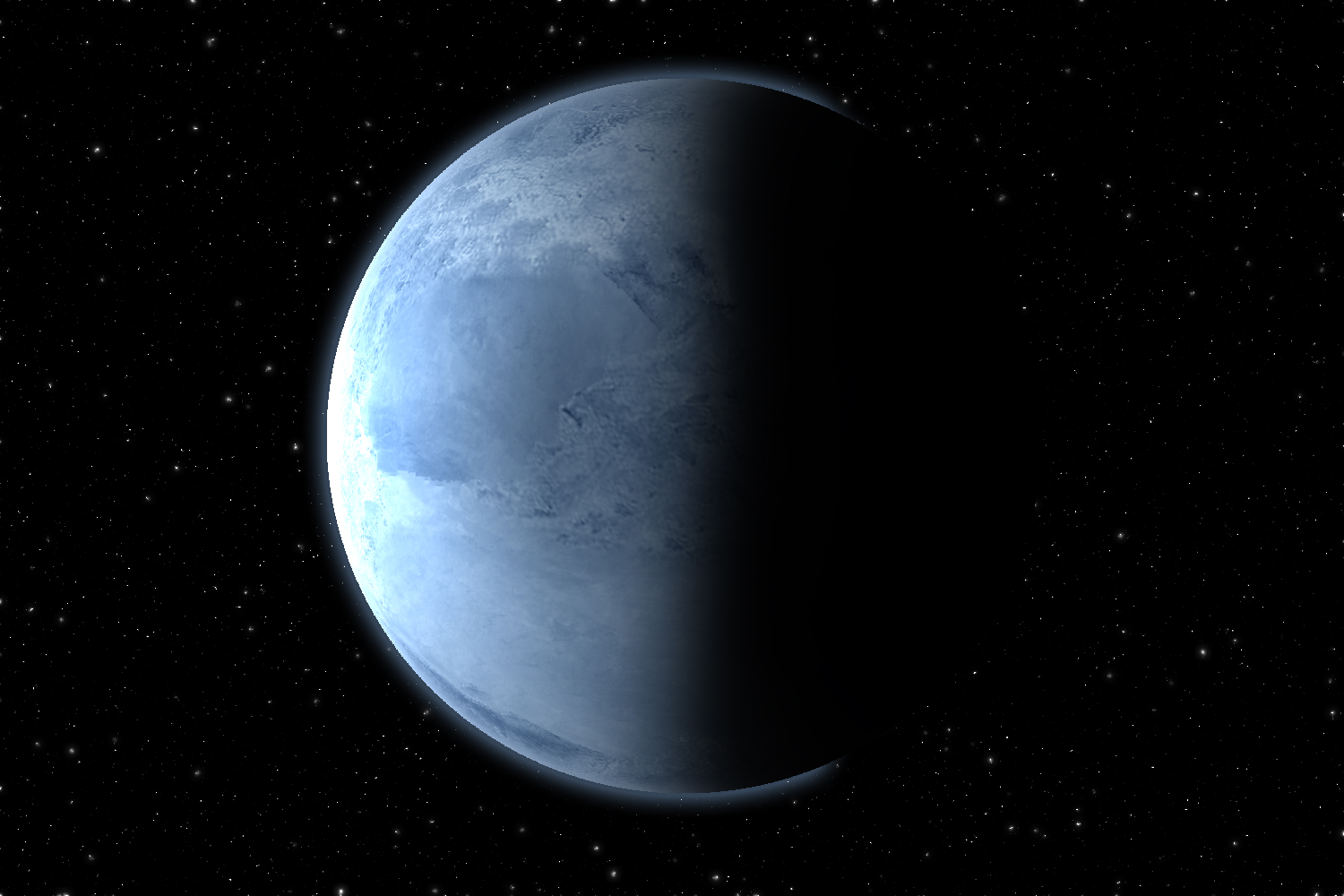
Possible aspecte d'un termoplaneta.

La categoria de termoplaneta comprèn a aquells amb temperatures d'entre 50 °C i 100 °C. Com a conseqüència de l'hostilitat per a la vida que suposen temperatures tan altes, no existeix cap exoplaneta confirmat d'aquest tipus, a pesar que els instruments emprats en l'actualitat afavoreixen la detecció mitjançant trànsits dels planetes davant de les seves estrelles i, per tant, els planetes amb òrbites molt properes (que tindrien temperatures superficials altes) són més fàcils de trobar. ja que la Terra és un mesoplaneta i el següent cos planetari en proximitat al Sol és Venus (que seria un hipertermoplaneta si fos habitable), no hi ha cap pertanyent a aquesta tipologia en el sistema solar.
La ubicació dels termoplanetes hauria de ser propera a la zona habitable, i podria fins i tot traspassar en alguns casos (especialment si tenen òrbites excèntriques) el confí intern d'aquesta. Per tant, el seu HZD seria proper o inferior a -1. La reduïda grandària de les seves òrbites els exposaria en gran manera a l'efecte de les seves estrelles, podent presentar un efecte hivernacle descontrolat per fuita hidrodinàmica del seu hidrogen i fins a veure's ancorats per marea a elles, tenint un hemisferi diürn i un altre nocturn.
S'espera que el potencial per a la vida dels termoplanetes sigui molt limitat. Els experts no esperen trobar organismes en aquesta classe de cossos més enllà de extremòfils microscòpics capaços de suportar la seva hostilitat.

### Hipertermoplanetes (hT)

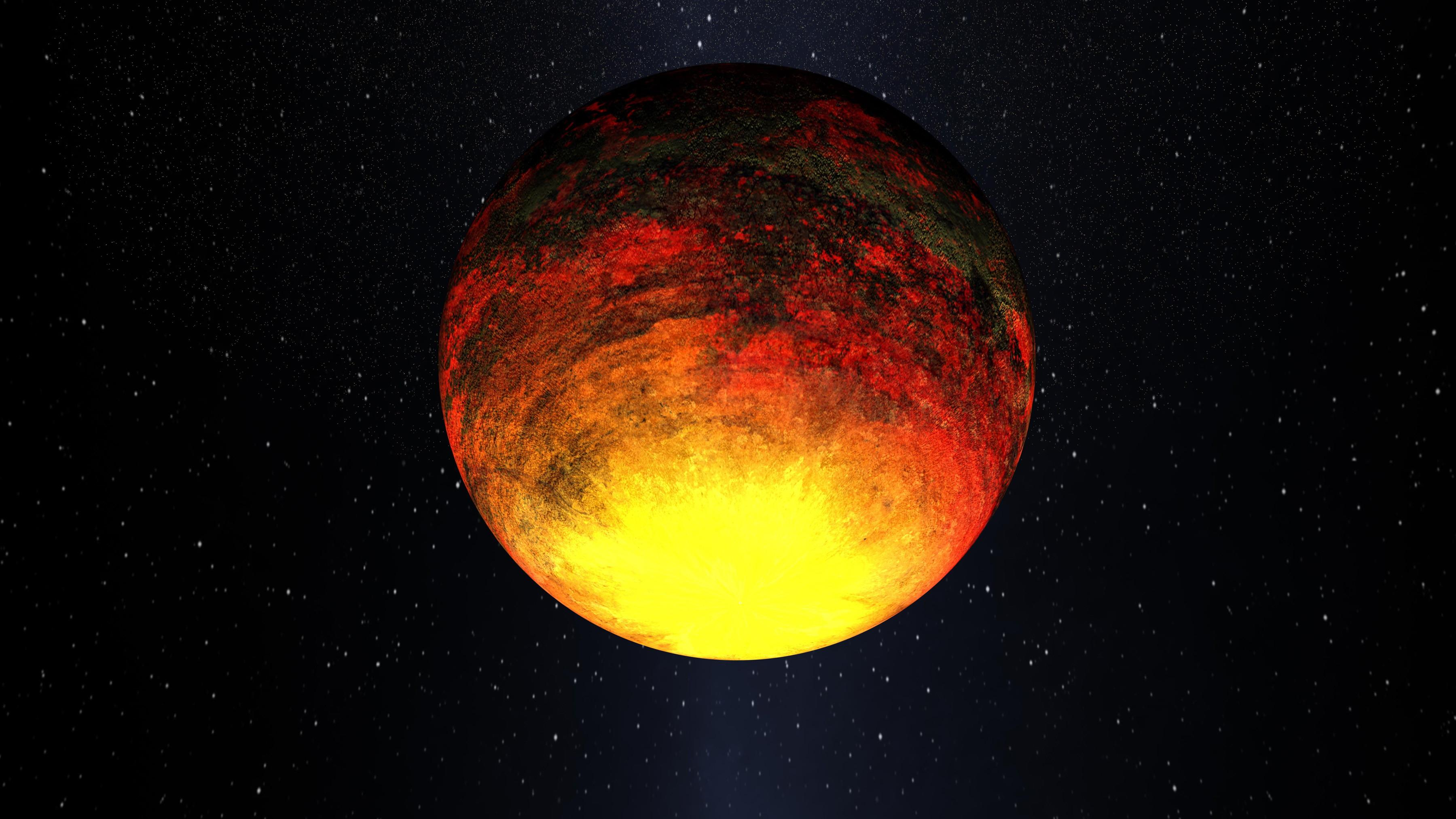
Impressió artística de Kepler-10b.

Els hipertermoplanetes són, amb diferència, el tipus més hostil per a la vida de tota la classificació i com a conseqüència no ha estat detectat cap fins avui, a pesar que els cossos planetaris amb aquest interval de temperatures són els més comuns entre els exoplanetes confirmats (gairebé un 70% del total). Les seves temperatures mitjanes superficials superen els 100 °C, així que d'haver-hi aigua en un hipertermoplaneta, es trobaria en forma de vapor d'aigua o de fluid supercrítico.
S'espera que l'HZD dels hipertermoplanetes sigui sempre inferior a -1, exceptuant casos puntuals derivats d'un efecte hivernacle desbocat. Amb freqüència, aquests planetes traspassarien el límit d'ancoratge per marea, presentant una mateixa cara a la seva estrella. En casos extrems, podrien comptar amb un oceà de magma que cobreixi la pràctica totalitat de l'hemisferi diürn, en aquest cas probablement serien catalogats com «no habitables».
L'únic tipus de vida que podria trobar-se en la superfície d'un hipertermoplaneta seria en forma d'extremófilos. L'IST d'aquest tipus de planetes rares vegades superaria el 40% fins i tot si la seva massa i ràdio són molt semblants als terrestres, a conseqüència de la seva alta temperatura.